# Juliano Mineiro
Juliano Mineiro Fernandes, ou Juliano (né le 14 février 1986 à Rio de Janeiro), est un footballeur brésilien qui évolue au poste de milieu offensif.